# Frankfurt-Niederursel
Niederursel ist seit dem 1. April 1910 ein Stadtteil von Frankfurt am Main und liegt im Nordwesten der Mainmetropole.
Die Einwohnerzahl beträgt 17.746.

## Lage
Niederursel liegt am Unterlauf des Urselbachs, einem rechten Zufluss der Nidda im Nordwesten Frankfurts. Es grenzt im Norden und Westen an die Gemarkungen von Steinbach (Taunus) und Oberursel, im Nordosten an den Frankfurter Stadtteil Kalbach-Riedberg, im Osten an die Stadtteile Eschersheim und Heddernheim und im Süden an Frankfurt-Praunheim. Niederursel wird in der noch immer genutzten Ackerbaufläche im Norden vom Abschnitt Frankfurt–Kassel der Bundesautobahn 5 durchquert.

## Geschichte

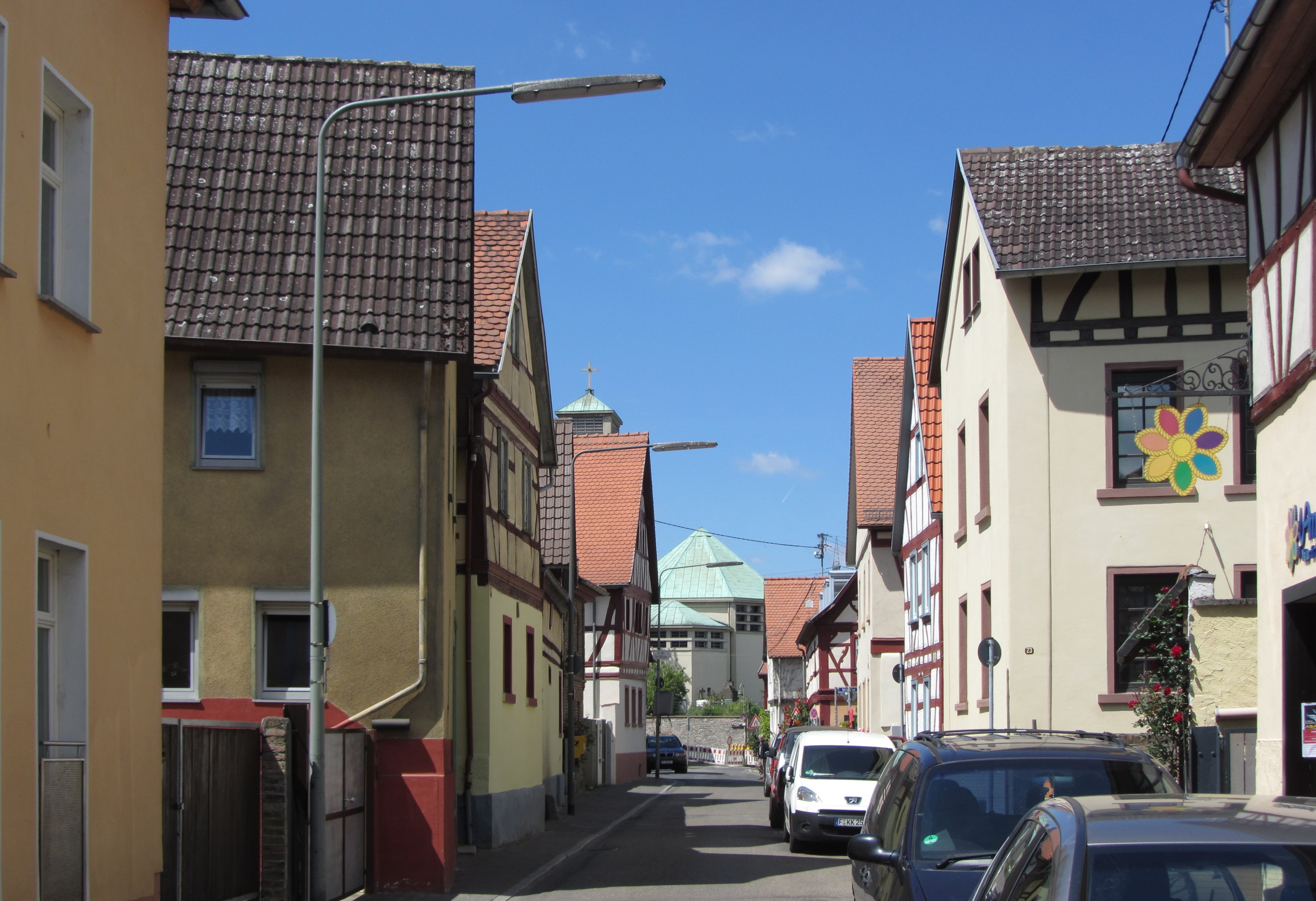
Alt-Niederursel

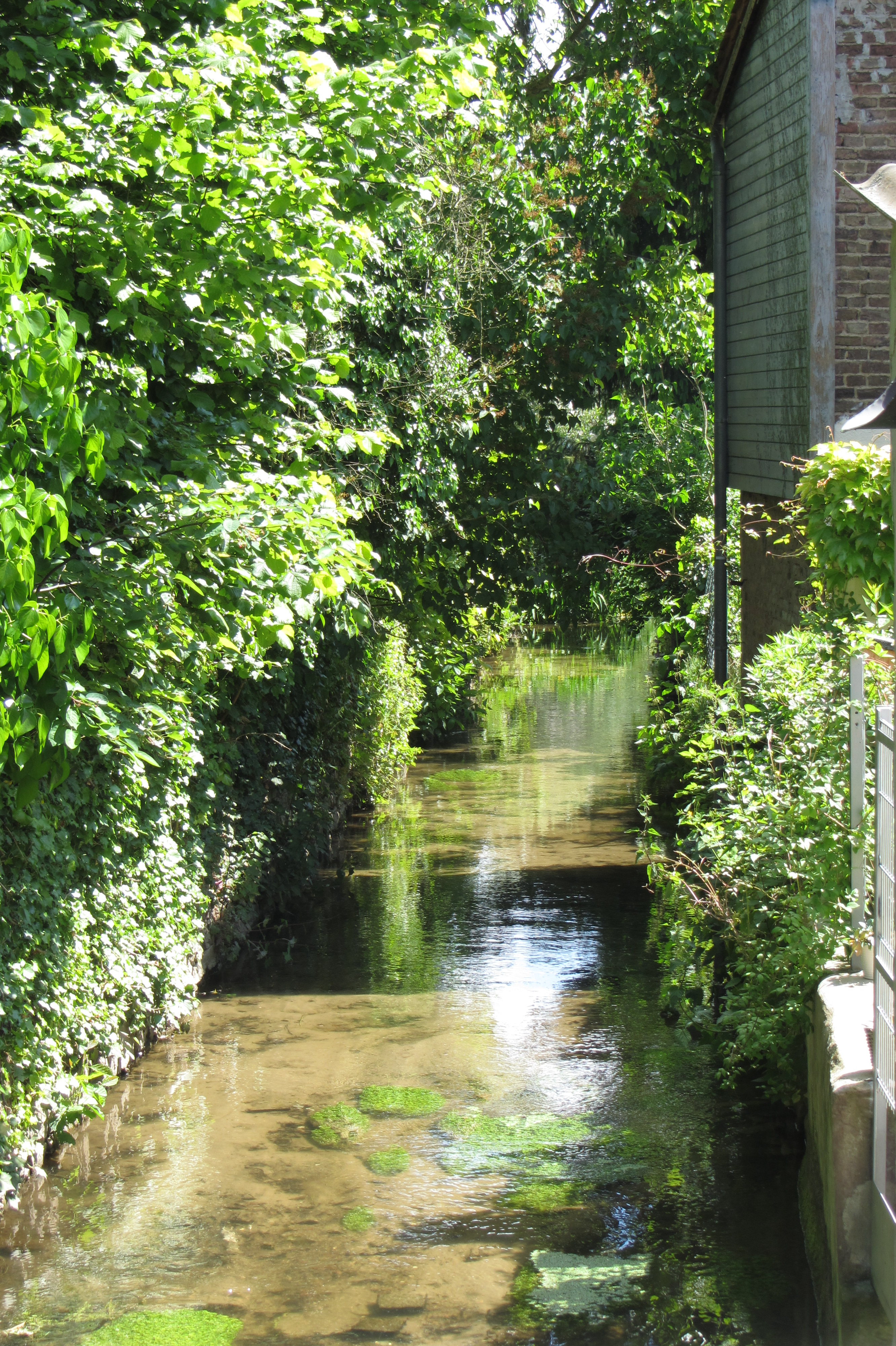
Der Urselbach in Niederursel

Eine erste urkundliche Erwähnung Niederursels als Mühle und Hofgut erfolgte im Jahre 1132. Im Jahr 1437 wurde Niederursel durch den königlichen Vogt Henne von Niederursel geteilt und an die Stadt Frankfurt und die Ritter von Kronberg verkauft. Zu dieser Zeit hatte das Dorf 21 Einwohner, wobei oftmals nur die freien Bürger gezählt wurden. Die benachbarte Wüstung Mittelursel ging im Dreißigjährigen Krieg unter. Das Mittelurseler Feld wurde zur Hälfte Niederursel zugeschlagen.
1712 einigten sich die damaligen Herren des Ortes, die Reichsstadt Frankfurt und die Grafschaft Solms-Rödelheim, auf die Hauptstraße (heute Alt-Niederursel) als Trennlinie ihres Herrschaftsbereiches. Im Süden waren für Gesetz und Ordnung die Grafen von Solms-Rödelheim zuständig (Niederursel war diesbezüglich Teil des Amtes Rödelheim), im Norden der Rat der Stadt Frankfurt. 1806 fiel der Solmssche Anteil von Niederursel an das Großherzogtum Hessen. Im Friedensvertrag vom 3. September 1866 wurde dieser an Preußen abgetreten. Mit der Annexion der Freien Stadt Frankfurt durch Preußen fiel auch der Frankfurter Anteil Niederursels an Preußen. Beide Teile gehörten zum preußischen Stadtkreis Frankfurt am Main. Erst am 1. März 1899 wurden die beiden Teile Niederursels wieder zu einer Gemeinde verschmolzen. Am 1. April 1910 wurde Niederursel nach Frankfurt eingemeindet.
Die rasante Bevölkerungsentwicklung von im Jahre 1960 noch 2.200 Einwohnern bis im Jahre 1975 über 16.000 Einwohnern ist vor allem mit der zum Großteil zu Niederursel gehörenden neu errichteten Nordweststadt zu erklären.

### Jüdische Gemeinde

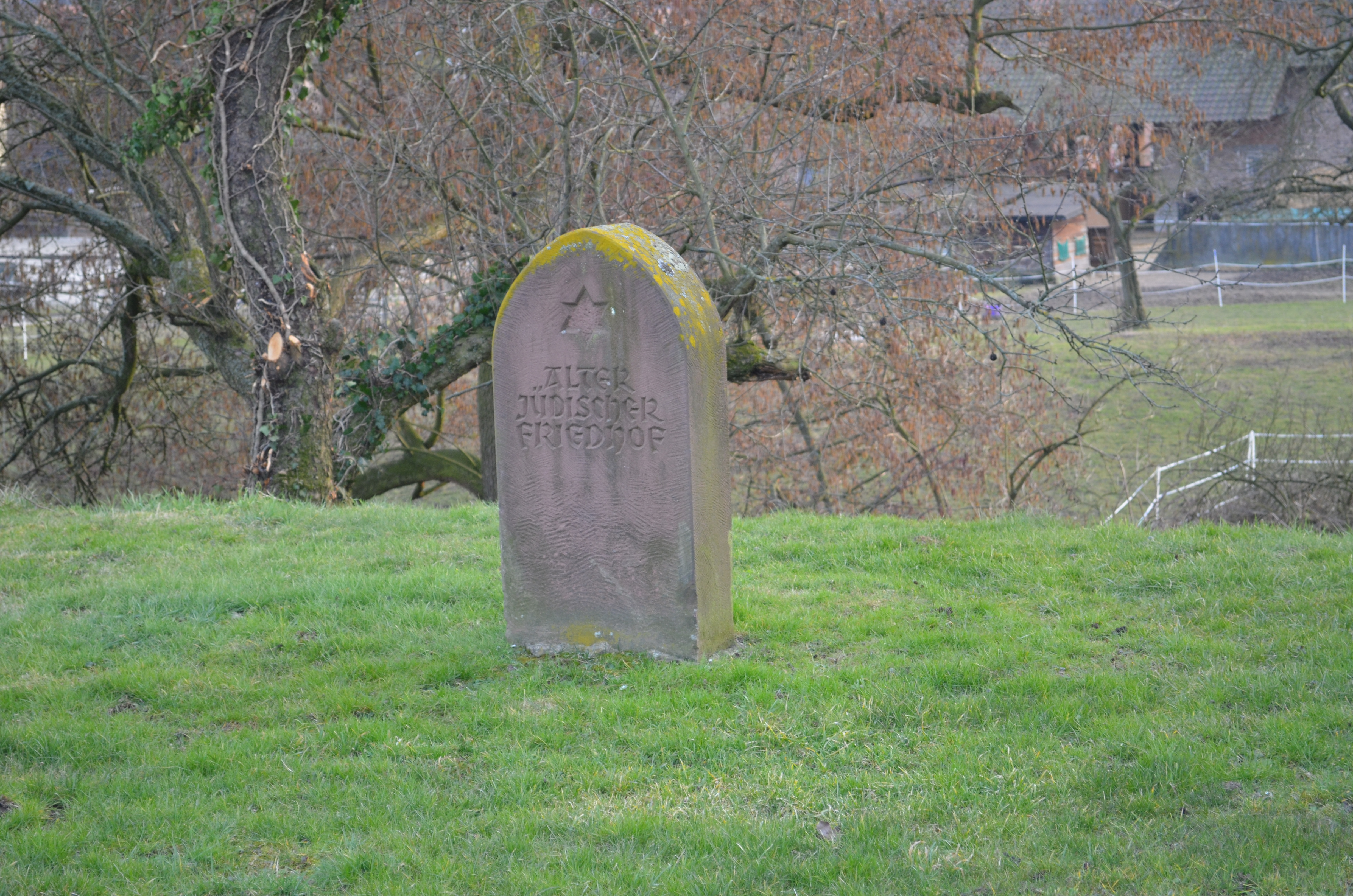
Alter jüdischer Friedhof, Gedenkstein

In Heddernheim bestand schon länger eine jüdische Gemeinde, als am 1. Februar 1695 der Heddernheimer Jude Joseph Weiler gegen Zahlung von 5 Reichstalern an die beiden Herrschaften das Recht erhielt, in Niederursel zu wohnen. Er betrieb eine Brandweinbrennerei. Nach der Realteilung 1714 wurde in der Solmser Dorfhälfte die Ansiedlung von Juden zugelassen, in der Frankfurter Hälfte nicht. 1720 wurde der Alte jüdische Friedhof an der Oberurseler Straße eröffnet. 1876 wurde wenige hundert Meter weiter der neue jüdische Friedhof eröffnet.
1740 bestand die jüdische Gemeinde aus 10 Männern, 1777 lebten hier 17 Familien. Die Zahl der Juden wuchs in der Folgezeit stark an. 1811 wohnten in der solmschen Hälfte 130 Juden, was 1/3 der Bevölkerung ausmachte. 1848 wurde eine Synagoge auf dem Grundstück Alt-Niederursel 3 erbaut. In der Folgezeit sank die Zahl der Juden wieder. 1857 wohnten noch 84 Juden in Niederursel. 1865 war die Gemeinde so klein, dass sie aufgelöst wurde. Die Synagoge wurde der evangelischen Gemeinde geschenkt, die dort 1910 die Kleinkinderschule erbaute. 1898 wurden noch 13 Juden gezählt. An das Leben der Juden in Niederursel und den Holocaust während der NS-Zeit erinnern vier Stolpersteine.

## Sehenswürdigkeiten und Kulturdenkmäler

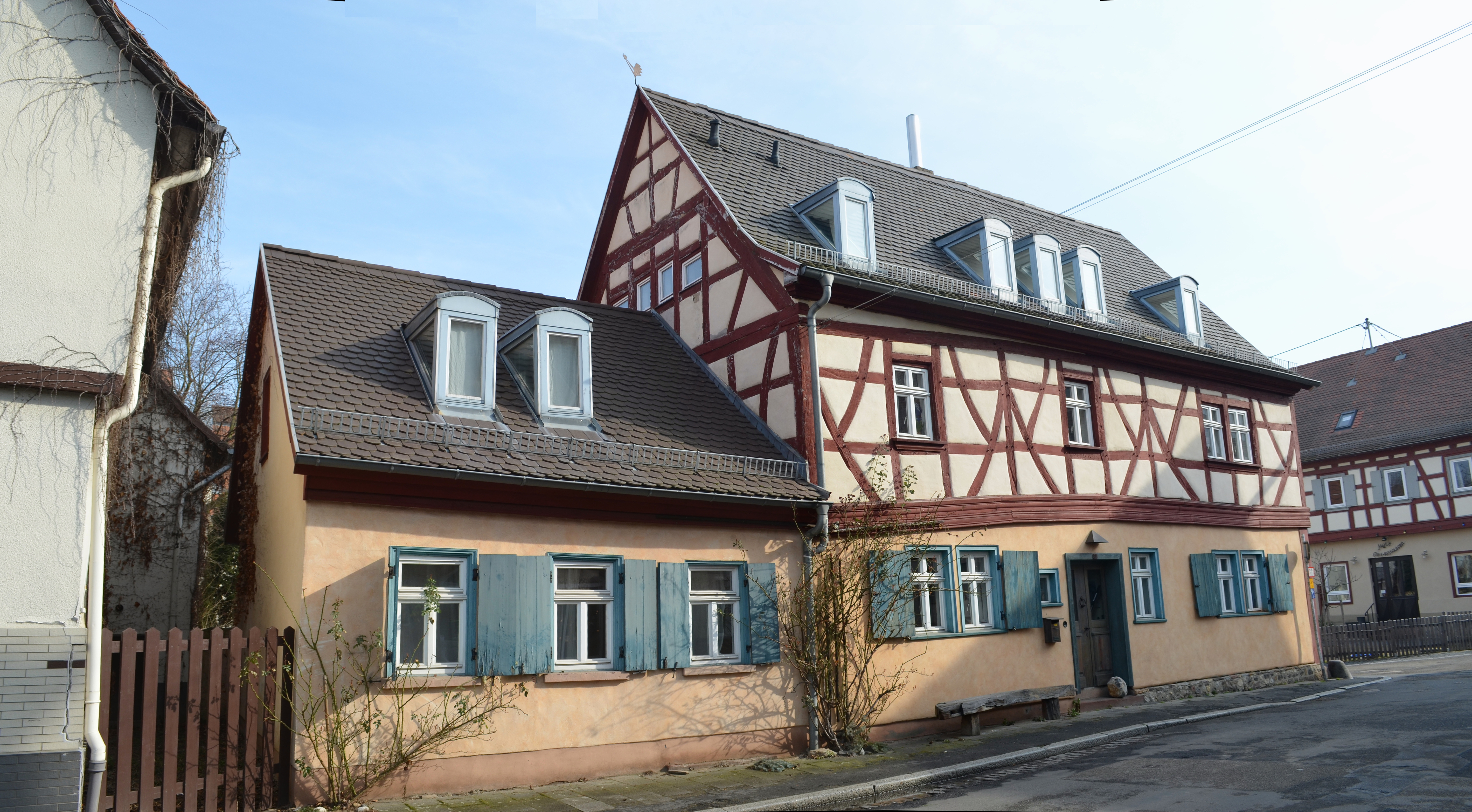
Das Solmsche Rathaus

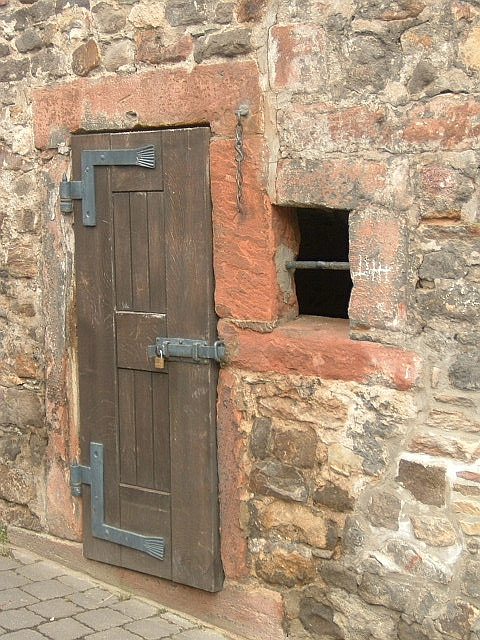
Die Prangerkette am Niederurseler Gehorsam

→ Hauptartikel: Liste der Kulturdenkmäler in Frankfurt-Niederursel.
Zu den Niederurseler Sehenswürdigkeiten zählen
- das ehemalige „Frankfurter Rathaus“ aus dem Jahr 1716, ein barockes Gebäude mit Zierfachwerk und Sturzbalken, sowie einer Inschrift und
- das ehemalige „Solms-Rödelheimsche Rathaus“ in unmittelbarer Nähe (Niederursel war über 600 Jahre zweigeteilt) aus dem Jahre 1718, das ebenfalls im barocken Stil mit reichhaltigem Zierfachwerk errichtet wurde.
- Außerdem ist der sogenannte „Gehorsam“ mit der noch immer vorhandenen Prangerkette am Fuße der ehemaligen Sankt Georgskapelle (auf deren Grundmauern die heutige Gustav-Adolf-Kirche steht) zu erwähnen. Hier wurden die Delinquenten tagsüber zum Gespött der Einwohner des Ortes angekettet und des Nachts wieder in das hinter der Türe befindliche „dunkle Loch“ verbracht.
- Die Gustav-Adolf-Kirche wurde 1927 vom Architekten Martin Elsaesser (ein Mitarbeiter von Ernst May) errichtet, besitzt einen oktogonalen Grundriss und war damit in der Bautechnik und in der Planung zu ihrer Bauzeit geradezu revolutionär. Die Kirche wurde seinerzeit einschließlich des Daches aus Beton gegossen. Die wichtigsten Teile der alten Georgskapelle (Kruzifix und in Holz geschnitzte Schriftbänder von 1613) wurden ebenso wie ein romanischer Türsturz und ein Dreipassfenster in den Bau integriert. Auch die Grabsteine in der Außenmauer (von 1669) sind erhalten geblieben und noch zu sehen.

## Schulen
- Albert-Griesinger-Schule; jetzt Mosaikschule (Förderschule)
- Erich-Kästner-Schule (Grundschule)
- Ernst-Reuter-Schulen (gymnasiale Oberstufe und integrierte Gesamtschule)
- Heinrich-Kromer-Schule (Grundschule)
- Europäische Schule Frankfurt, Praunheimer Weg 126: Kindergarten, Grundschule und Oberschule mit Abschluss des Europäischen Abiturs in vier Sprachabteilungen (Französisch, Deutsch, Englisch und Italienisch)

## Wirtschaft

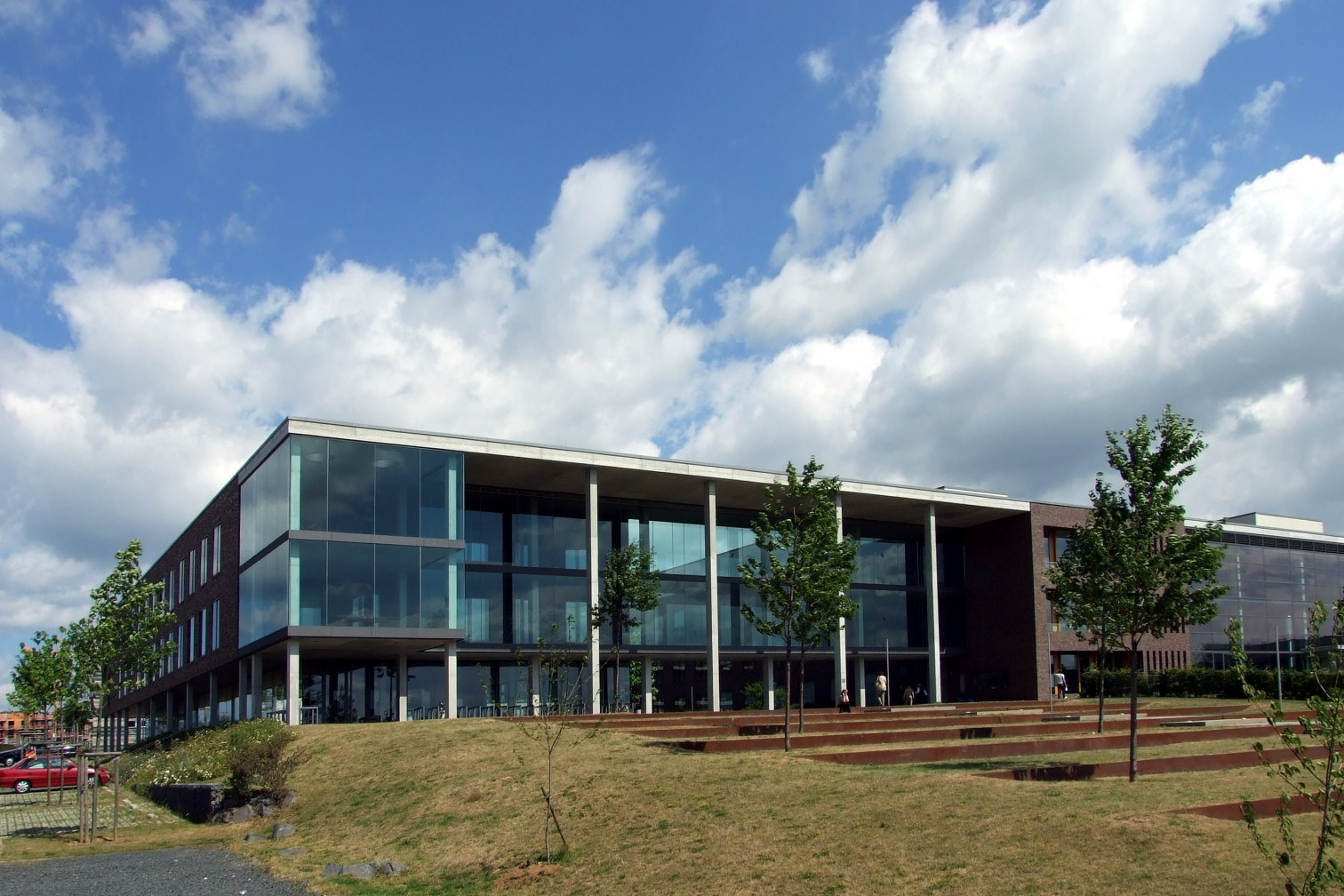
Campus Riedberg – Gebäude der physikalischen Institute

Durch die Lage am Urselbach war Niederursel in der vorindustriellen Zeit hauptsächlich ein Standort für Mühlenbetriebe. Getreide-, Papier-, Tabakmühlen und andere auf Wasserkraft basierende Betriebe hatten sich hier entwickelt. In den 1970er-Jahren war am Niederurseler Hang eine Zweigstelle des Frankfurter Zoos geplant, doch wirtschaftliche Interessen bevorzugten eine Bebauung des Standortes durch die Goethe-Universität, die hier heute am Campus Riedberg zahlreiche naturwissenschaftliche Institute hat. In der Siedlung Frankfurt-Riedberg entsteht zudem eine moderne Wohnbebauung. Durch die Umfahrung von Niederursel mussten einige Traditionsbetriebe und Geschäfte aufgeben. Auch hat die Praunheimer Werkstätten ihre Verwaltung am alten Teil von Niederursel. Angrenzend ist die Traditionsgaststätte „Zum Lahmen Esel“.

## Friedhof
Beerdigungen in Niederursel erfolgten ursprünglich neben der Kirche. 1812 wurde ein 39 Quadratruten großer Acker des Katharinen- und Weißfrauenstifts neben der Kirche für 150 Gulden erworben und der Friedhof damit erweitert.
1850 wurde ein 1 ¾ Morgen großes Grundstück vom Grafen zu Solms im Tausch erworben und dort der neue Friedhof eingerichtet. Nach Streit zwischen beiden Dorfhälften entschied man sich, die Friedhofsmauer aus roten Steinen der Hohen Mark zu erbauen. 1851 wurde der Friedhof eingeweiht. Nach dem Zweiten Weltkrieg wurde der Friedhof nach Westen erheblich erweitert und 1956 die neue Friedhofskapelle eingeweiht. Da in der Nordweststadt kein eigener Friedhof entstand, wurden die dortigen Toten auch in Niederursel begraben. Anfang der 1970er Jahre erfolgte eine neue Erweiterung, diesmal nach Osten. Der Friedhof hat heute eine Fläche von 4,5 ha und umfasst 1500 Gräber.

## Personen, die hier ihren Wohnsitz hatten oder haben
- Paul Klimsch (1868–1917), impressionistischer Maler und Mitglied der Berliner Secession
- Ludwig von Friedeburg (1924–2010), Soziologe und Bildungspolitiker
- Dieter Zetsche (* 1953), Vorstandsvorsitzender Daimler AG

## Verkehr
Niederursel liegt an der Rosa-Luxemburg-Straße (L3004), die vom Knoten Miquelallee nach Oberursel führt. Weitere Hauptstraßen des Stadtteils sind die Niederurseler Landstraße, der Praunheimer Weg, der Hammarskjöldring sowie der Gerhart-Hauptmann-Ring. Am westlichen Rand Niederursels verläuft die Autobahn A5, die jedoch in diesem Bereich keine Abfahrt hat. Mit dem Bau der Umgehungsstraße von der Frankfurter Nordweststadt nach Oberursel in den 1990er Jahren wurde der Transitverkehr durch den alten Ortsteil unterbunden, was zu einer ausgeprägten Verkehrsberuhigung führte.
An den Öffentlichen Nahverkehr ist Niederursel durch die Linien U3, U8 und U9 der Frankfurter U-Bahn angeschlossen. Die Station Niederursel liegt im alten Ortskern des Stadtteils.
| Linie | Verlauf | Takt                                       |
| ----- | --- | ------------------------------------------ |
| S3    | Südbahnhof – Schweizer Platz – Willy-Brandt-Platz – Hauptwache – Eschenheimer Tor – Grüneburgweg – Holzhausenstraße – Miquel-/Adickesallee – Dornbusch – Fritz-Tarnow-Straße – Hügelstraße – Lindenbaum – Weißer Stein – Heddernheim – Zeilweg – Wiesenau – Niederursel – Weißkirchen Ost – Bommersheim – Oberursel Bahnhof – Oberursel Stadtmitte – Oberursel Altstadt – Oberstedter Straße – Glöcknerwiese – Kupferhammer – Rosengärtchen – Waldlust – Oberursel-Hohemark | 15 min (werktags) 30 min (sonn-/feiertags) |
| S8    | Südbahnhof – Schweizer Platz – Willy-Brandt-Platz – Hauptwache – Eschenheimer Tor – Grüneburgweg – Holzhausenstraße – Miquel-/Adickesallee – Dornbusch – Fritz-Tarnow-Straße – Hügelstraße – Lindenbaum – Weißer Stein – Heddernheim – Zeilweg – Wiesenau – Niederursel – Uni-Campus Riedberg – Riedberg | 15 min 10 min (HVZ)                        |
| S9    | Nieder-Eschbach – Bonames Mitte – Kalbach – Riedberg – Uni-Campus Riedberg – Niederursel – Wiesenau – Heddernheimer Landstraße – Nordwestzentrum – Römerstadt – Ginnheim/Niddapark – Ginnheim Mitte | 15 min (werktags) 30 min (sonn-/feiertags) |